# Pol De Witte

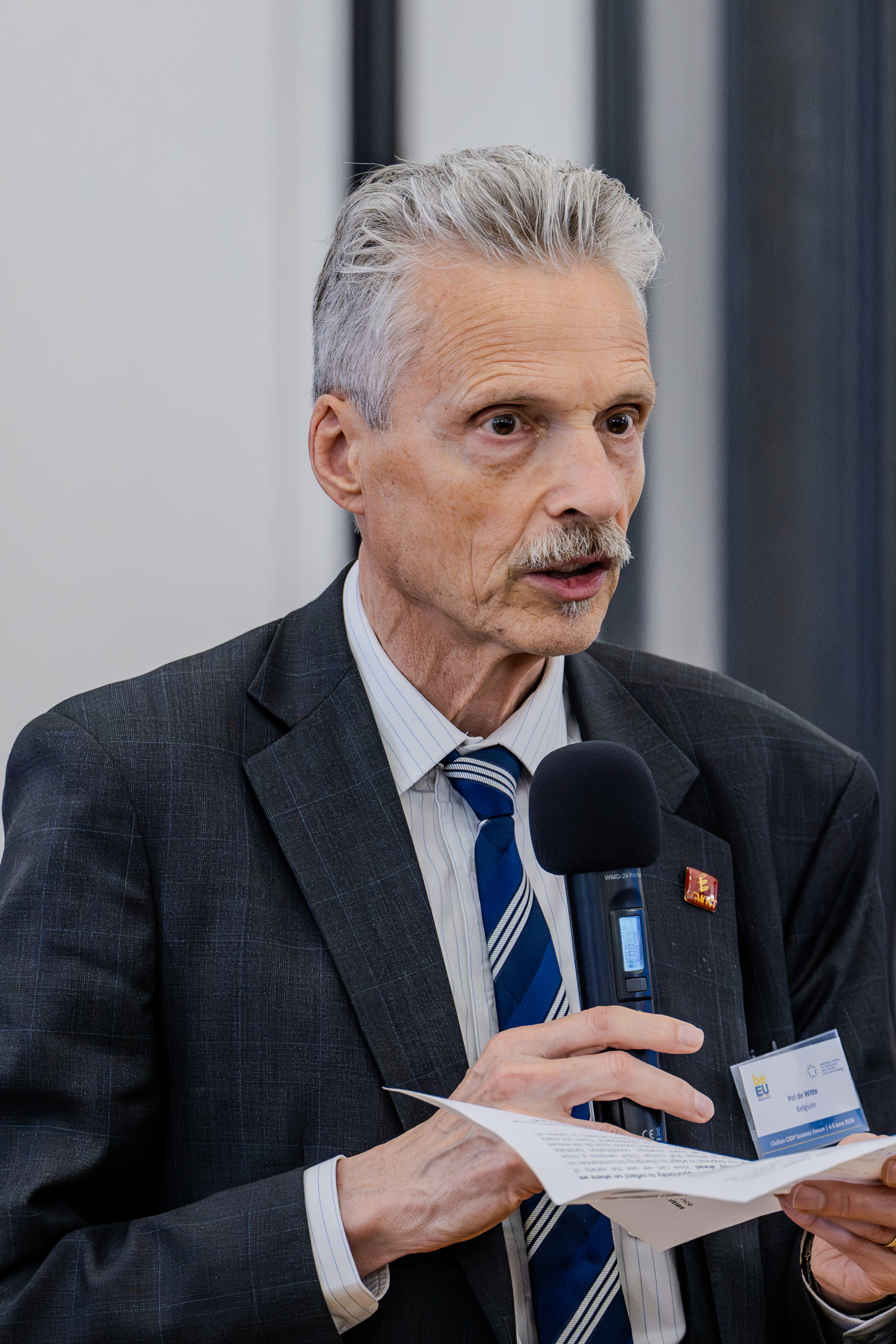
Pol De Witte (2024)

Pol J.M.M. De Witte (Brussel, 1957) is een Belgisch diplomaat.

## Levensloop
Pol De Witte studeerde rechten aan de Vrije Universiteit Brussel. In 1986 trad hij in dienst van Buitenlandse Zaken. Hij was op post in Kinshasa en Boedapest en bij de permanente vertegenwoordiging bij de Europese Unie in Brussel. Nadien ging hij aan de slag bij het Internationaal Secretariaat van de NAVO in Brussel, als directeur Centraal- en Oost-Europa en directeur Internationale Veiligheid bij Buitenlandse Zaken. De Witte was van 2009 tot 2013 ambassadeur in Ankara en van 2013 tot 2016 in Kopenhagen. In 2016 werd hij secretaris-generaal van het Huis van Zijne Majesteit de Koning, een functie die hij bekleedde tot 2022. Kort hierna werd hij directeur-generaal van het Egmontinstituut.